# Landtagswahl in Salzburg 1989
- SPÖ: 12
- BL: 2
- ÖVP: 16
- FPÖ: 6

Die Landtagswahl in Salzburg 1989 wurde am 12. März 1989 durchgeführt und war die zehnte Landtagswahl im Bundesland Salzburg in der Zweiten Republik. Die Österreichische Volkspartei (ÖVP) verlor dabei mit einem Verlust von 6,2 Prozentpunkten und drei Mandaten ihre erst 1984 erzielte absolute Stimmen- und Mandatsmehrheit und stellte mit 44,0 Prozent nur noch 16 von 36 Landtagsabgeordneten. Die Sozialistische Partei Österreichs (SPÖ) verlor nach 1984 auch die Wahl 1989 und musste mit einem Verlust von 3,8 Prozentpunkten auch ein Mandat abgeben. Mit 31,3 Prozent konnte sich die SPÖ nur noch 13 Mandate im Landtag sichern. Großer Gewinner der Wahl war die Freiheitliche Partei Österreichs (FPÖ), die sich durch die Machtübernahme von Jörg Haider in der Bundes-FPÖ im Aufwind befand. Sie gewann 7,6 Prozentpunkte hinzu und konnte zwei Mandate hinzugewinnen. Mit insgesamt 16,4 Prozent erzielte die FPÖ Anspruch auf sechs Mandate. Die Bürgerliste Salzburg – Stadt, Grüne (BL) zog nach zwei erfolglosen Kandidaturen 1989 erstmals mit zwei Mandataren in den Landtag ein, wobei sie ein Plus von 1,9 Prozent erreichte und insgesamt 6,2 Prozent verbuchte. Die Vereinte Grüne Österreichs (VGÖ) scheiterte hingegen mit 1,8 Prozent ebenso wie die Kommunistische Partei Österreichs (KPÖ) mit 0,5 Prozent am Einzug in den Landtag.
Der Landtag der 10. Gesetzgebungsperiode konstituierte sich in der Folge am 3. Mai 1989 und wählte am selben Tag die Landesregierung Katschthaler zur neuen Salzburger Landesregierung.

## Gesamtergebnis
|                                          | Ergebnisse 1989  | Ergebnisse 1989  | Ergebnisse 1989  | Ergebnisse 1984  | Ergebnisse 1984  | Ergebnisse 1984  | Differenzen | Differenzen | Differenzen |
| ---------------------------------------- | ---------------- | ---------------- | ---------------- | ---------------- | ---------------- | ---------------- | ----------- | ----------- | ----------- |
| Wahlberechtigte                          | 326.979          | 326.979          | 326.979          | 304.133          | 304.133          | 304.133          | + 22.846    | + 22.846    | + 22.846    |
| Wahlbeteiligung                          | 77,78 %          | 77,78 %          | 77,78 %          | 80,62 %          | 80,62 %          | 80,62 %          | - 2,84 %    | - 2,84 %    | - 2,84 %    |
|                                          | Stimmen          | %                | Mand.            | Stimmen          | %                | Mand.            | Stimmen     | %           | Mand.       |
| Abgegebene Stimmen                       | 254.312          |                  |                  | 245.178          |                  |                  | + 9.134     |             |             |
| Ungültig                                 | 7.646            | 3,01 %           |                  | 3.557            | 1,45 %           |                  | + 4.089     | + 1,56 %    |             |
| Gültig                                   | 246.666          | 96,99 %          |                  | 241.621          | 98,55 %          |                  | + 5.045     | - 1,56 %    |             |
| Partei                                   |                  |                  |                  |                  |                  |                  |             |             |             |
| Österreichische Volkspartei (ÖVP)        | 108.456          | 43,97 %          | 16               | 121.183          | 50,15 %          | 19               | - 12.727    | - 6,18 %    | - 3         |
| Sozialistische Partei Österreichs (SPÖ)  | 77.081           | 31,25 %          | 12               | 84.729           | 35,07 %          | 13               | - 7.648     | - 3,82 %    | - 1         |
| Freiheitliche Partei Österreichs (FPÖ)   | 40.375           | 16,37 %          | 6                | 21.095           | 8,73 %           | 4                | + 19.280    | + 7,64 %    | + 2         |
| Bürgerliste Salzburg – Stadt, Grüne (BL) | 15.171           | 6,15 %           | 2                | 10.304           | 4,26 %           | 0                | + 4.867     | + 1,89 %    | + 2         |
| Vereinte Grüne Österreichs (VGÖ)         | 4.350            | 1,76 %           | 0                | nicht kandidiert | nicht kandidiert | nicht kandidiert | + 4.350     | + 1,76 %    | ± 0         |
| Kommunistische Partei Österreichs (KPÖ)  | 1.233            | 0,50 %           | 0                | 1.095            | 0,45 %           | 0                | + 138       | + 0,05 %    | ± 0         |
| Die Grünen Österreichs (DGÖ)             | nicht kandidiert | nicht kandidiert | nicht kandidiert | 3.215            | 1,33 %           | 0                | - 3.215     | - 1,33 %    | ± 0         |
| Gesamt                                   | 246.666          | 100,00 %         | 36               | 241.621          | 100,00 %         | 36               | + 5.045     |             |             |